# Oxylides
Oxylides là một chi bướm ngày thuộc họ Lycaenidae.